# Meyma (boerderij)

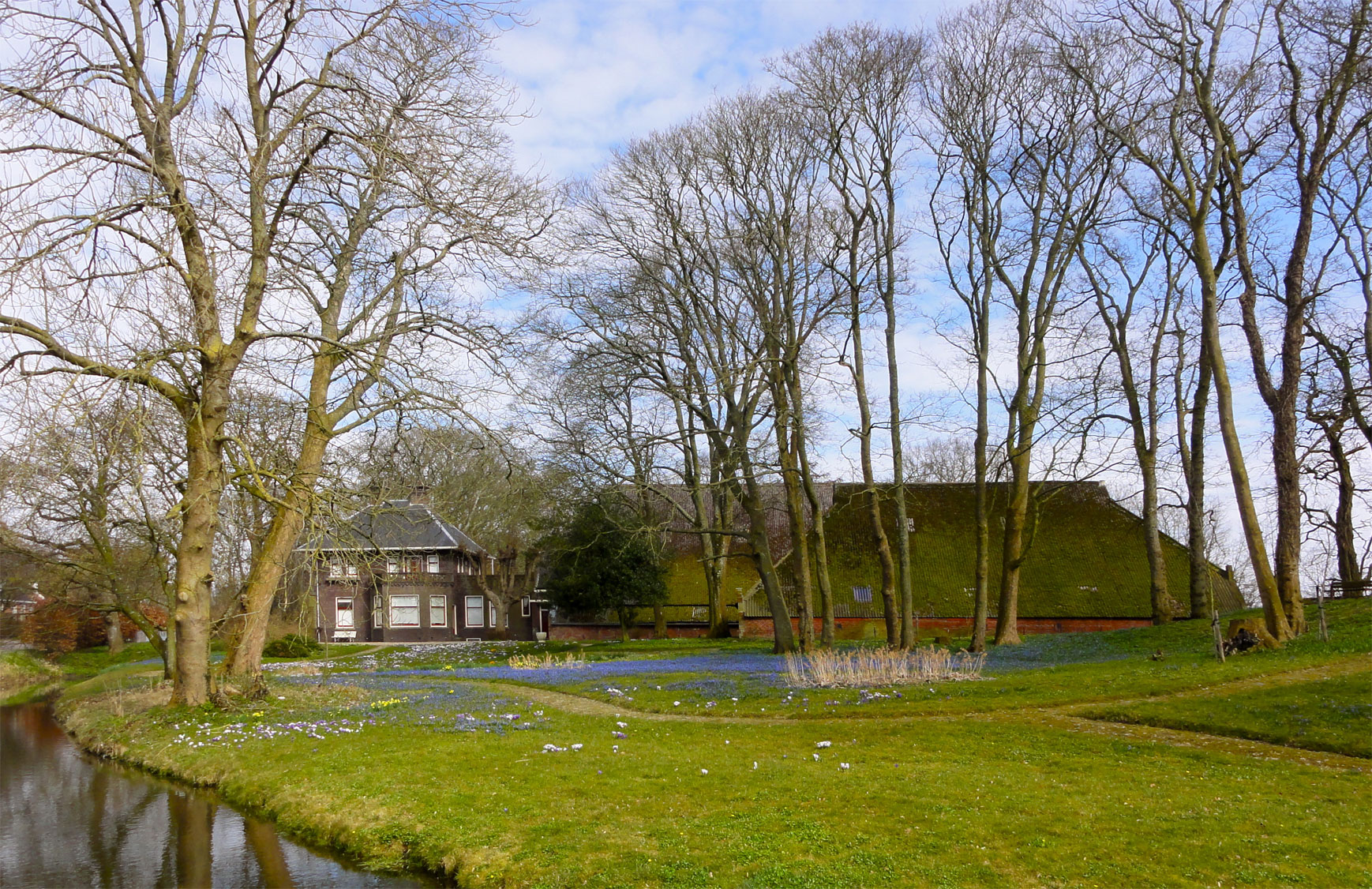
De boerderij Meyma anno 2011 in Rasquert

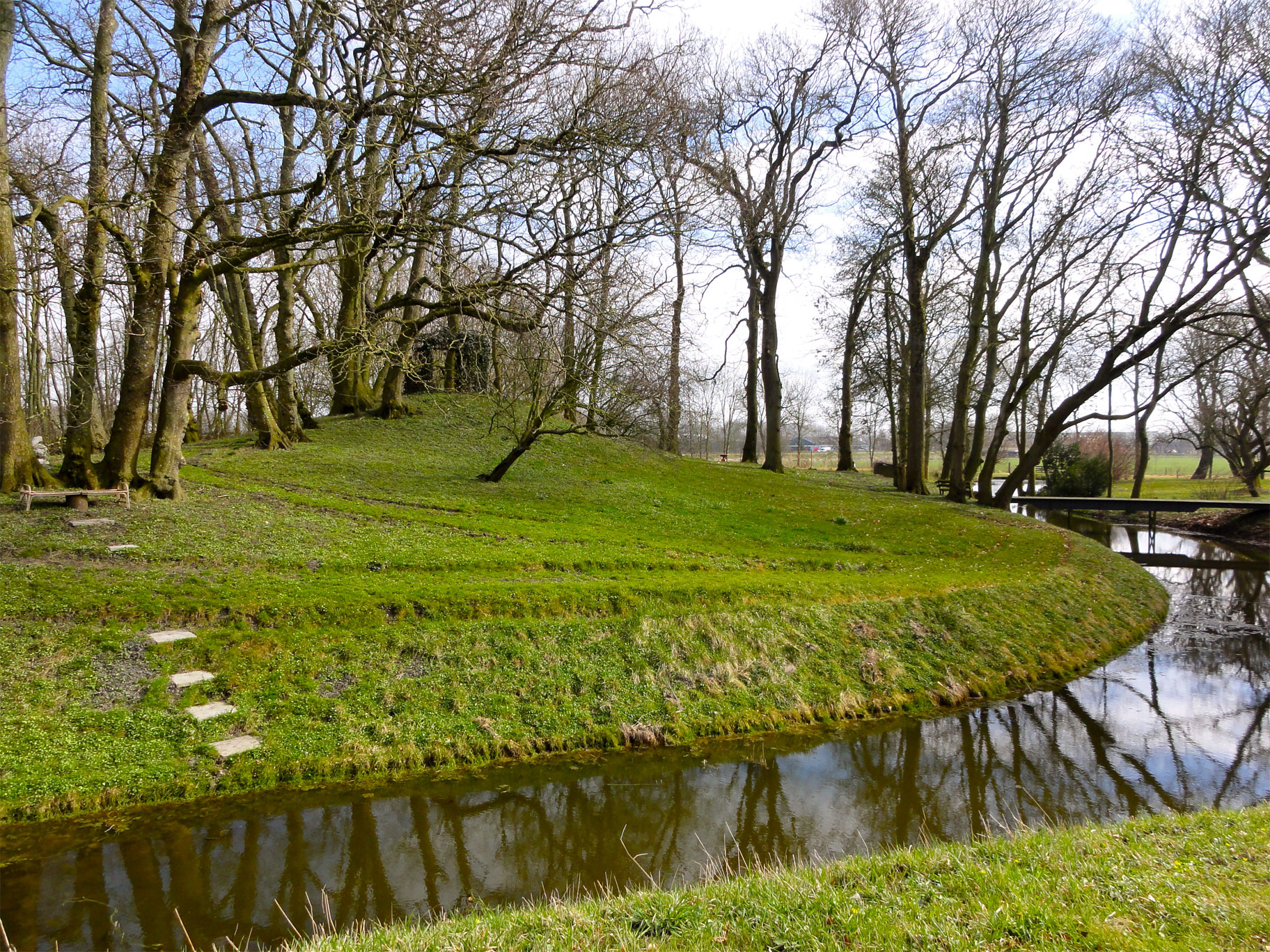
De bij Meyma gelegen tuin anno 2011

Meyma is een monumentale villaboerderij in het Groningse Rasquert, die dateert uit het begin van de 19e eeuw en waarvan het woongedeelte in 1924 werd vernieuwd naar een ontwerp van de architect Willem Reitsema.

## Geschiedenis
De oudste delen van de boerderij - de schuren - dateren uit 1802. De boerderij ligt op het terrein van de voormalige borg Meyma, die in het begin van de 18e eeuw was afgebroken. Het nieuwe woonhuis van de boerderij werd in 1924 ontworpen door de in Leens woonachtige architect Reitsema. Twee jaar later werd de bouw van de woning gerealiseerd. In dezelfde periode werd de parkachtige tuin rond de boerderij aangelegd. De opdrachtgever was Klaas van Ikema. Deze tuin vormt één geheel met de tuin van de naastgelegen voormalige ambtswoning van de burgemeester van Baflo. De tuin is waarschijnlijk een ontwerp van de firma Vroom uit Glimmen.
Het woongedeelte telt twee woonlagen onder een groot schilddak met een breed overstek. Reitsema gaf de villa vorm in een aan de Amsterdamse School verwante stijl. Hij gebruikte daarbij repeterende rechthoekige vormen onder andere in de vorm van ramen. Aan de westzijde van de woning (zie afbeelding) bevindt zich een erker met een balkon, dat voorzien is van een gedecoreerde borstwering van baksteen. Aan de zuidzijde van de woning is de oorspronkelijke gevelsteen van het oude voorhuis ingemetseld. Aan de oostzijde (aan de straatkant) bevindt zich de ingang in een portiek met een Art decodeur. Aan de noordzijde bevindt zich de nieuwe gevelsteen met de naam van de boerderij Meyma.
Zowel de boerderij met de schuren en de bijbehorende tuin zijn erkend als rijksmonumenten. De villaboerderij wordt gezien als een voorbeeld van de architectuur uit de jaren twintig van de 20e eeuw met schuren uit een vroegere periode. Ook de gaafheid, de vormgeving, het decoratieve karakter en de weerspiegeling van het werk van Reitsma zijn van belang geweest bij deze erkenning. De tuin is van belang vanwege de gaafheid en het fungeren als voorbeeld van dergelijke tuinen, die zijn vormgegeven in de zogenaamde landschapsstijl.

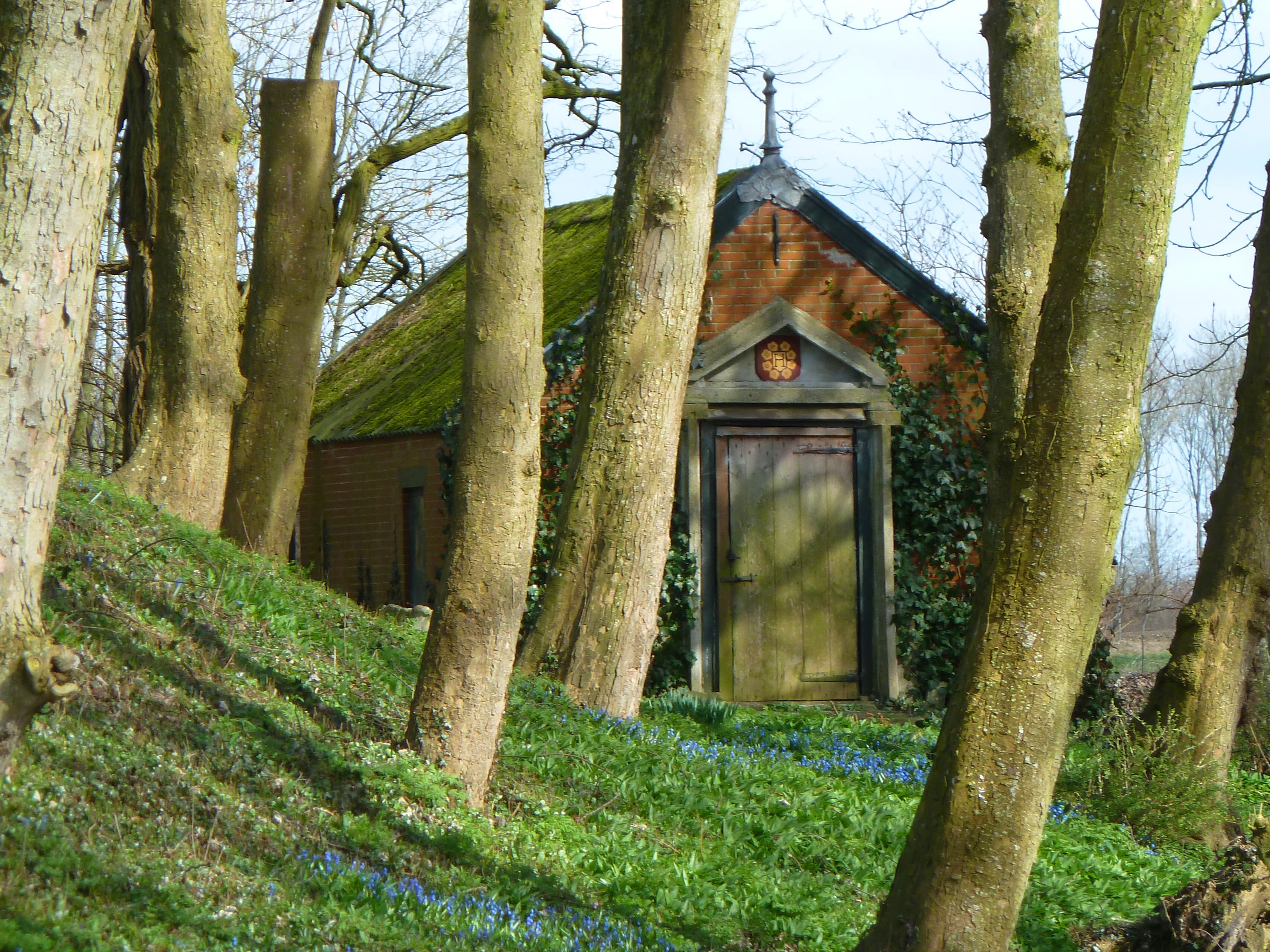
Schuurtje met zuilenpartij in de tuin